# A. Silvestri
A. Silvestri (11 de agosto de 1977) es un escritor danés adscrito a los géneros de la ciencia ficción y fantasía. Pasó de publicar sus relatos en fanzines a participar en numerosas antologías, además de ser editado y traducido al inglés. Ha recibido varios galardones, entre ellos el Premio Fantastik al relato breve 2009, 2011 y 2012 por Atjuh!, Hest y Æskulap respectivamente, y el Premio Niels Klim 2012 por su novela corta Faderens sønner —en español: Hijos del padre.

## Obras

### Novela
- Pandaemonium (2011).

Novela corta
- Køtere dør om vinteren (2010).
- Faderens sønner (2011).

### Relato breve
- Atjuh! (2009) - ganador del concurso de relato breve Fantastiks 2009.[1]
- Je ne sais quoi (2009) - ganador del concurso de relato breve Valetas 2009.
- Den jeg elsker (2009) - ganador del concurso de relato breve fanzinet Science Fictions 2009.
- Hest (2011) - ganador del concurso de relato breve Fantastiks 2011.
- Æskulap (2012) - ganador del concurso de relato breve fanzinet Science Fictions 2011.